# Normand Baron
Pour les articles homonymes, voir Baron.
Normand Baron (né le 15 décembre 1957 à Verdun, Québec au Canada) est un joueur professionnel canadien de hockey sur glace,.

## Carrière de joueur
Après seulement quelques parties avec le Canadien junior de Montréal dans la Ligue de hockey junior majeur du Québec lors de la saison 1976-1977, il quitte le hockey pour se consacrer à une carrière de culturisme. Par contre, en 1983, il tente un retour au hockey lorsque les Canadiens de Montréal lui accorde un contrat. Il y jouera moins de dix parties, passant la majorité de la saison dans la Ligue américaine de hockey.
Il joua une autre saison dans l'organisation de Montréal, avec les Canadiens de Sherbrooke, avant d'être échangé aux Blues de Saint-Louis en retour d'une somme d'argent. Il joua une vingtaine de parties avec les Blues, y marquant deux buts, avant de terminer sa carrière à la fin de la saison 1985-1986.

## Statistiques
| Saison     | Équipe                          | Ligue      |    | Saison régulière | Saison régulière | Saison régulière | Saison régulière | Saison régulière |   | Séries éliminatoires | Séries éliminatoires | Séries éliminatoires | Séries éliminatoires | Séries éliminatoires |
| Saison     | Équipe                          | Ligue      | PJ | B                | A                | Pts              | Pun              | PJ               | B | A                    | Pts                  | Pun                  |                      |                      |
| 1976-1977  | Junior de Montréal              | LHJMQ      | 7  | 1                | 1                | 2                | 0                |                  |   |                      |                      |                      |                      |                      |
| 1983-1984  | Voyageurs de la Nouvelle-Écosse | LAH        | 68 | 11               | 11               | 22               | 275              |                  |   |                      |                      |                      |                      |                      |
| 1983-1984  | Canadiens de Montréal           | LNH        | 4  | 0                | 0                | 0                | 12               | 3                | 0 | 0                    | 0                    | 22                   |                      |                      |
| 1984-1985  | Canadiens de Sherbrooke         | LAH        | 39 | 5                | 5                | 10               | 98               | 2                | 0 | 0                    | 0                    | 25                   |                      |                      |
| 1985-1986  | Rivermen de Peoria              | LIH        | 17 | 4                | 4                | 8                | 61               |                  |   |                      |                      |                      |                      |                      |
| 1985-1986  | Spirits de Flint                | LIH        | 11 | 1                | 7                | 8                | 43               |                  |   |                      |                      |                      |                      |                      |
| 1985-1986  | Blues de Saint-Louis            | LNH        | 23 | 2                | 0                | 2                | 39               |                  |   |                      |                      |                      |                      |                      |
| Totaux LNH | Totaux LNH                      | Totaux LNH | 27 | 2                | 0                | 2                | 51               | 3                | 0 | 0                    | 0                    | 22                   |                      |                      |

## Transactions en carrière
- 15 mars 1984:  signe un contrat comme agent-libre avec les Canadiens de Montréal.
- 30 septembre 1985: échangé aux Blues de Saint-Louis par les Canadiens de Montréal en retour d'une somme d'argent.